# Hanne Wandtke
Hanne Wandtke (* 19. November 1939 in Dresden) ist eine zeitgenössische Tänzerin und Choreografin sowie eine ehemalige Direktorin der Palucca Hochschule für Tanz Dresden.

## Leben
Hanne Wandtke studierte von 1954 bis 1960 an der Palucca Hochschule für Tanz Dresden. Danach hatte sie mehrere Engagements als Bühnentänzerin. 1960–62 tanzte sie am Deutschen Nationaltheater in Weimar. Anschließend war sie bis 1966 am Ballett der Staatsoper Dresden. Von 1966 bis 1979 war sie Gründungsmitglied und Solotänzerin des Tanztheaterensembles der Komischen Oper Berlin. Von 1979 bis 2004 war sie als Pädagogin für Neuen Künstlerischen Tanz an der Palucca Schule Dresden. 1993/94 war sie Direktorin der Palucca Hochschule für Tanz Dresden. 1994 hatte sie eine Professur für Modernen Tanz und Improvisation. 1994 bis 2004 war Wandtke Prorektorin für künstlerische Praxis. 
Hanne Wandtke gründete zusammen mit anderen Dresdner Künstlern 1996/97 die Künstlervereinigung blaueFABRIK e. V. und führte die ehemalige Galerie Blaue Fabrik einer Nutzung als Zentrum genreübergreifender, zeitgenössischer Kunst zu. Sie initiierte dort u. a. Tanzproben und Performances mit Palucca-Schülern und die sehr beliebte Reihe „TanzMalMusik“.
2000 erhielt sie den Verdienstorden des Freistaates Sachsen und 2004 den Kunstpreis der Stadt Dresden, 2004 wurde sie Ehrensenatorin der Palucca Schule. 
Hanne Wandtke lebt in Dresden.

## Arbeiten
Mitwirkung in Inszenierungen von Tom Schilling, John Cranko, Walter Felsenstein, Götz Friedrich, Joachim Herz; Inszenierungsmitarbeit bei Ruth Berghaus, Peter Konwitschny, Joachim Herz, Wolfgang Engel, Arila Siegert.
Choreographien für: Komische Oper Berlin, Staatsoper Dresden, Bühnen der Stadt Gera und andere Tanzperformances und Improvisationsabende mit Musikern, bildenden und darstellenden Künstlern im In- und Ausland.

## Filmografie
- 1981: Darf ich Petruschka zu dir sagen?